# Lijst van voetbalinterlands Brazilië - Jamaica (vrouwen)
Deze lijst van voetbalinterlands is een overzicht van alle officiële voetbalinterlands tussen de nationale vrouwenteams van Brazilië en Jamaica. De landen hebben tot nu toe vijf keer tegen elkaar gespeeld.

## Wedstrijden
| № | Plaats         | Datum           | Competitie                  | Wedstrijd          | Uitslag |
| - | -------------- | --------------- | --------------------------- | ------------------ | ------- |
| 1 | Rio de Janeiro | 14 juli 2007    | Pan-Amerikaanse Spelen 2007 | Jamaica − Brazilië | 0 − 5   |
| 2 | Grenoble       | 9 juni 2019     | WK 2019                     | Brazilië − Jamaica | 3 − 0   |
| 3 | Melbourne      | 2 augustus 2023 | WK 2023                     | Jamaica − Brazilië | 0 − 0   |
| 4 | Recife         | 1 juni 2024     | Vriendschappelijk           | Brazilië − Jamaica | 4 − 0   |
| 5 | Salvador       | 4 juni 2024     | Vriendschappelijk           | Brazilië − Jamaica | 4 − 0   |

## Samenvatting
| Competitie             | Totaal gespeeld | Winst Brazilië | Gelijk | Winst Jamaica | Doelsaldo Brazilië – Jamaica |
| ---------------------- | --------------- | -------------- | ------ | ------------- | ---------------------------- |
| WK-eindronde           | 2               | 1              | 1      | 0             | 3 − 0                        |
| Pan-Amerikaanse Spelen | 1               | 1              | 0      | 0             | 5 − 0                        |
| Vriendschappelijk      | 2               | 2              | 0      | 0             | 8 − 0                        |
| Totaal                 | 5               | 4              | 1      | 0             | 16 − 0                       |